# Stanwellia occidentalis
Espèce
Stanwellia occidentalis est une espèce d'araignées mygalomorphes de la famille des Pycnothelidae.

## Distribution
Cette espèce est endémique d'Australie-Méridionale. Elle se rencontre dans la péninsule d'Eyre.

## Description
La carapace de la femelle holotype mesure 3,9 mm de long sur 2,9 mm et l'abdomen 6,0 mm de long sur 3,8 mm.

## Publication originale
- Main, 1972 : The mygalomorph spider genus Stanwellia Rainbow & Pulleine (Dipluridae) and its relationship to Aname Koch and certain other diplurine genera. Journal and Proceedings of the Royal Society of Western Australia, vol. 55, p. 100-114.